# Anthemis maris-mortui
Anthemis maris-mortui là một loài thực vật có hoa trong họ Cúc. Loài này được Eig mô tả khoa học đầu tiên năm 1938.